# Savage Garden
Savage Garden — австралийский поп-дуэт, пик популярности которого пришёлся на 1997 — 2000 годы. Основателями являются вокалист Даррен Хейз и Дэниел Джонс, игравший на клавишных инструментах и гитаре. Дуэт образовался в Брисбене, Квинсленд в 1993 году. После подписания контракта с агентством талантов Джоном Вудраффом они добились международного успеха со своими хитами «I Want You», «To the Moon and Back» (оба 1996 г.), «Truly Madly Deeply» (1997) и «I Knew I Loved You» (1999).

## История

### Начало
Впервые будущие основатели коллектива встретились в 1992 году, когда Дэниел Джонс играл со своими братьями и друзьями в группе под названием Red Edge, которой понадобился солист. Дэниел поместил объявление в местной газете «Time Off», попавшееся на глаза Даррену Хейзу. Он был одним из приблизительно двух десятков людей, кто пришёл на прослушивание. Исполнив песню «Skid Row» из TV шоу «Little Shop of Horrors», к которой он питал притом исключительно негативные чувства, Хейз всё-таки получил согласие от Дэниела по телефону, и они стали работать вместе. «Мы оба были невероятно честолюбивыми, — признался Даррен. — Мы действительно воссоединились тогда в одно целое, имея в запасе много положительной энергии и долгие размышления о том, что всё в нашей жизни не случайно. Я думаю, что Дэниел и я разделяли общую цель: мы определили для себя, что нам нравится одна и та же музыка, те же самые стили исполнения… Это было очень здорово!»
Два года они играли песни других исполнителей в клубах и пабах, а затем, в 1994 году, после ухода из группы Оливера Джонса, Даррен и Дэниел решают объединиться для своего собственного музыкального проекта. «Мы вместе писали песни, находясь далеко от других участников группы», — говорит Дэниел. Хотя у Джонса и Хейза был небольшой опыт, они сумели создать некоторые мелодии, свободно основанные вокруг стиля их кумиров 80-х. «Мы обладали сильным стремлением с самого начала, — признался Джонси. — Мы говорили о нашем успехе, как будто он уже настал. Мы с самого начала верили в это, и с этой же мыслью занимались творчеством».
Потратив год, дуэт ещё никому неизвестных парней записал 150 демо-кассет с пятью треками («Truly Madly Deeply», «Mine», «A Thousand Words» и другие), которые они разослали менеджерам и звукозаписывающим компаниям. Они получили только два ответа — оба от Джона Вудраффа, который, прослушав записи, смог увидеть талант, и немедленно прилетел в Брисбен, чтобы пригласить их в свою компанию «JWM» и в издательскую фирму «Rough Cut».
В 1995 Вуддрафф обратился к главным звукозаписывающим компаниям, потребовав, чтобы они подписали контракт с молодыми исполнителями для Австралии и Новой Зеландии, позволив тем самым получить своим подопечным звание интернациональной группы. Ему отказали — такие компании предпочитают более известных исполнителей. Тогда Вудрафф заложил свой дом, чтобы оплатить регистрацию первого альбома. «Мы получили разрешение на выпуск своего альбома, когда уже и не надеялись, что это произойдёт, — говорит Даррен, — Мы были невероятно взволнованы и благодарны Вудраффу!»
В середине того же года они устроились в Сиднее и начали работу с продюсером Чарльзом Фишером над своей дебютной пластинкой. Альбом готовился почти 8 месяцев. После многочисленных задержек альбом был закончен и получил своё название Savage Garden. Это название появилось из романа Энн Райс «Вампир Лестат». «Энн пишет о том, что наш мир — это дикий сад. Есть два уровня. Каждый красив по-своему, но на другом уровне, нижнем, все мы — дикие животные. Нам понравилось это высказывание, — вспоминает Даррен, — и мы решили назвать группу именно так». «Первоначально, — добавляет Дэниел, — мы имели приблизительно четыре названия. Похожие на „Dante’s Inferno“ и „Bliss“. Но каждое название, которое мы выбрали, было уже занято — и это нас действительно расстроило!»

### Savage Garden
Первый сингл дуэта, «I Want You», был выпущен 1 июля 1996 года и быстро добрался до платинового уровня. Сингл оказался чем-то новым для поклонников музыки. «I Want You» был мегахитом в Австралии и получил премию ARIA (австралийская звукозаписывающая ассоциация, занимающаяся австралийским музыкальным рынком, его состоянием и развитием) спустя всего лишь две недели нахождения в хит-парадах. И это было только начало! Потом последовали такие хиты, как «To The Moon and Back», занявший 1 место в чартах и проданный тиражом более чем 135,000 копий, и «Truly Madly Deeply», который продержался на первой позиции мировых хит-парадов в течение восьми недель.
Интерес со стороны американского шоу-бизнеса начался, когда консультант радио «Guy Zapoleon» в Хьюстоне посетил радиоконференцию в Австралии. Ему так понравился сингл «I Want You», что он взял его с собой в США, где он сделал копии для коллег. Прежде, чем сингл был выпущен в Америке, песня уже играла на 50 радиостанциях, а также и на ток-шоу Рози О’Доннелл, которую Savage Garden также благодарят за свой успех.
Это послужило свидетельством тому, что их творчество идёт быстрее, чем его коммерчески представляют. Сингл имел успех, его прослушивание заказывали по всей стране, и многие звукозаписывающие компании начали проявлять интерес к группе. Но парни остановили свой выбор на «Columbia Records». Продюсер Дон Леннер и директор Митчелл Кохен говорят, что «Savage Garden» заинтересовал их, как только они услышали первые три сингла. Парни подписали контракт с «Columbia Records» и выпустили синглом две композиции: «I Want You» во всём мире, а затем и «To The Moon and Back». Пока американская публика только начала знакомиться с их творчеством, в Австралии дуэт уже принялся ставить рекорды. На ежегодной Австралийской премии ARIA Music Awards 1997 году, они были выдвинуты по 13 номинациям, из которых победили в 10. 
Третий по счёту сингл в США, «Truly Madly Deeply» принёс им настоящий успех. Эта песня стала номером 1 в чарте Billboard, и продержалась там в течение трёх недель.
Альбом Savage Garden, выпущенный в Австралии в марте 1997, занял 1 место в местном хит-параде на протяжении 19 недель. Кроме того, диск продержался 36 недель в «National Top 5» и занял первые места в Канаде, Турции, Новой Зеландии и Израиле, а также в Швеции, Австрии, Норвегии, Финляндии, Германии и Азии.
С первым мировым туром «The Future of Earthly Delights», начавшимся в Австралии в 1998 году, они побывали в Азии, Европе и Америке. К переизданному в том году альбому Savage Garden был добавлен бонус-CD The Future of Earthly Delights, который включал в себя ремиксы на полюбившиеся треки. После того, как их кругосветное путешествие с 85 концертами (в том числе выступление на фестивале «Rock im Park») закончилось, парни сделали перерыв перед следующим посещением студии.

### Affirmation
Новой работой «Savage Garden» стала звуковая дорожка к фильму Гарри Маршалла «Другая сестра» («The Other Sister»). В то время Даррен жил в Нью-Йорке и через электронную почту сочинял с Дэниелом «The Animal Song». Когда эта песня была выпущена весной 1999 года, поклонники «Savage Garden» заговорили о новом альбоме. Песня ворвалась в мировые чарты, #3 в Австралии и #19 в Америке, а на 42-й церемонии Grammy Awards продюсер сингла, Уолтер Афанасьев (Walter Afanasieff), получил «Грэмми» как лучший продюсер года. После перерыва парни приступили к работе над своим вторым альбомом.
Почти все песни они писали, общаясь только через Интернет и телефон. Дэниелу, любителю домашнего очага и утомлённому недавним мировым туром, совсем не хотелось покидать Австралию. Но он всё же присоединился к Даррену, чтобы приступить к студийной записи. «При записи нового альбома для нас были открыты все музыкальные горизонты», — говорит Дэние, — «Wallyworld Studios в Сан-Франциско — студия звукозаписи, принадлежащая Уолтеру Афанасьеву, эксперты в своём деле и качественное оборудование — все эти аспекты дали нам возможность экспериментировать со звуками и методами, которые не были доступны для нас при записи первого альбома».
В связи с выходом второго альбома отношения в группе пошатнулись. Дэниел не хотел снова переживать бесконечные разъезды и интервью. «Я всегда хотел быть похожим больше на Дейва Стюарта, чем на Энни Леннокс в группе Eurythmics, — объясняет Джонс, — Мне больше подходит сторона музыканта, так что я буду больше уделять внимания репетиции с группой. Мне никогда не нравилась роль знаменитости, так что мы решили, что Даррен будет в роли представителя группы». «Сначала мы были как одно целое, словно Frick & Frack, эта группа, которая всегда делала все вместе, — добавляет Хэйc. — Но это правда, я наслаждаюсь ролью общественного лица группы, а Дэниел больше заинтересован проектированием и созданием музыки. Мы сели и всё обсудили: я хорош в этом, ты — в этом. Мы продолжаем вместе писать музыку, работать в студии и сниматься в видео, но остальную часть нашего творчества мы разделили по интересам и возможностям».
И в сентябре 1999 года состоялся релиз нового сингла «Savage Garden» — «I Knew I Loved You». Песня имела огромный успех и стала хитом на радио всего мира. Второй их альбом, Affirmation, выпущенный 9 ноября того же года, стал дебютом номер 1 в Австралии и шестым в Америке. Альбом стал дважды платиновым только за первые три недели продаж, а после двух месяцев он разошёлся 4-миллионным тиражом.
В январе 2000 года баллада «I Knew I Loved You» заняла первую строчку в американском чарте Billboard, почти в тот же самый день, как и «Truly Madly Deeply» двумя годами ранее.
Начавшийся в мае 2000 года мировой тур в поддержку Affirmation был завершён с грандиозным успехом в декабре. Парней принимали самые большие залы мира. Они спели вместе с Лучано Паваротти (Luciano Pavarotti) и выступили на Церемонии Закрытия Олимпийских Игр в Сиднее.
Концерт в Брисбене был снят на 12 камер и выпущен на DVD в марте 2001 года под названием Superstars and Cannonballs. Последний концерт «Savage Garden» был дан 17 декабря[когда?] в Кейптауне, Южная Африка. Парни объявили о перерыве, переключившись на собственные проекты. Дэниел открыл свой собственный лейбл «Meredien Musik», первый контракт с которым подписала созданная им же в 1998 году группа «Aneiki». Даррен после рождественских праздников приступил к записи своего дебютного сольного альбома Spin.

### Распад
5 октября 2001 года журналистка из австралийской газеты «The Courier Mail» Камерон Адамс меньше, чем за сутки опубликовала сенсационное интервью с Дарреном Хэйсом, который заявил о распаде группы «Savage Garden». «Интервью было напечатано намного раньше чем я или кто-либо ожидал, и, конечно, мы планировали выпустить официальное сообщение для печати и особенно для вас, поклонники», — написал в тот день Даррен в своём публичном дневнике. Эта новость в считанные минуты облетела весь мир Дикого Сада. «Дэниел сам не ожидал этих новостей, что обрушились СЕГОДНЯ… Мы знали в течение долгого периода времени, что будущее группы под вопросом. После разговора с Дэниелом сегодня я узнал, что, в то время как мы спали в США, журналистка опубликовала статью с моими комментариями… и, следовательно, Дэниел практически узнал об этом через минуту после того, как встал с кровати», — добавляет Даррен.
В 2005 году состоялся релиз диска Truly Madly Completely: The Best of Savage Garden, куда вошли лучшие хиты группы и би-сайды, а также две новые композиции Даррена — «So Beautiful» и «California». К сожалению поклонников группы, Дэниел так и не принял участие в работе над сборником и последующем турне по Англии и Австралии. На продажи, однако, это не повлияло — 5 июля 2006 года сборник «Savage Garden» стал платиновым.

## Состав
Angie Bekker (Энжи Беккер) 
Бэк-вокалистка «Savage Garden» и Даррена Хейса. Родилась в Мельбурне, Австралия. Знак зодиака: Рыбы. Начала работать с «Savage Garden» во время «Affirmation World Tour». На вопрос, где она живёт сейчас, Энжи отвечает «Везде. В Мельбурне. В самолетах». Любимые исполнители — Annie Lennox, Sting, U2.
Anna-Maria La Spina (Анна-Мария Ла Спина) 
Австралийская певица с итальянскими корнями. Родилась 20 сентября 1973 года в Брисбэйне, Австралия. Начала петь в возрасте восьми лет (её первыми шагами в музыке руководил её старший брат, Rosario — известный оперный певец) и в 1991 году Анна победила в номинации «Женский Вокал» в австралийском конкурсе «Star Search». До того, как Анна-Мария начала работать в качестве ведущей бэк-вокалистки на концертах Savage Garden, она на протяжении 14 месяцев играла в мюзиклах на Золотом Побережье. Дэниэл Джонс заметил Анну-Марию на одном из её выступлений в местном клубе, и предложил ей поработать с «Savage Garden» во время промотура и мирового турне «The Future Of Earthly Delights». Именно Анне принадлежит женская партия в живой версии хита «Savage Garden» «Truly Madly Deeply», которую можно было услышать во время церемонии «World Music Awards 1998» и на «MTV’s Hard Rock Live». Даррен Хейс считает, что голос Анны-Марии — единственный в мире, который идеально подходит под его собственный голос.
Отработав с ребятами половину «Affirmation World Tour» в поддержку второго альбома «Savage Garden», Анна покинула группу с тем, чтобы начать работу над сольным альбомом. В настоящее время работа над диском близка к завершению. Рабочее название альбома: «La Spin».
Ben Carey (Бен Кэри) 
Австралийский музыкант, гитарист. Родился 10 января 1975 года в городе Ванбуртон, штат Виктория, Австралия. Кличка: «Bleach». Интерес к музыке он начал проявлять ещё в детстве, поэтому и стал заниматься фортепьяно. Последующие несколько лет классического обучения были вдохновлены «Dire Straits» и «Van Halen». На него оказали огромное влияние такие музыканты как: «Def Leppard», «Bon Jovi», Bryan Adams, «Roxette» и Richard Marx.
В 1995 году он был приглашён в качестве гитариста в группу «Supanatural», которую создали два брата, Аарон и Рассел Хендра — давние друзья Бэна. Однако, работая над материалом собственной группы, он также подрабатывал в других коллективах. Так в 1996 году по рекомендации друга и коллеги Карла Льюиса (Karl Lewis) Дэниэл Джонс позвонил ему и предложил работу ведущего гитариста в «Savage Garden». В промежутках между мировыми турами «The Future Of Eartly Delites» и «Affirmation World Tour 2000» Бэн играет с Jon Stevens, Billie Myers, Kendall Payne и Tal Bachman.
В настоящее время Бэн занят работой над диском для своей группы «Supanatural».
Bess-Serena Ringham (Бесс-Серена Ринхэм) 
Бывшая бэк-вокалистка «Savage Garden». Родилась в 1972 году в Брисбэйне, Австралия. До того, как начать работать с ребятами, она пела в группе «Brilliant Creatures», «So Real», «Electric».
Появляется в видеоклипе «Savage Garden» «Break Me Shake Me», а также в акустической версии того же сингла. Покинула группу в июле 1997 года. В настоящее время начала сольную карьеру.
Charles Fisher (Чарльз Фишер) 
Продюсер, звукоинженер. Человек, открывший миру феномен под названием «Savage Garden». В 1997 году получил две награды ARIA как продюсер и звукоинженер года за работу над альбомом «Savage Garden»
Colby Taylor (Колби Тэйлор)
Бывшая жена Даррена Хейса и его лучший друг по сей день. Именно ей Даррен посвятил такие песни как «Truly Madly Deeply», «I Don’t Know You Anymore» и «Where You Wanted To Be». В Интернете практически отсутствуют фотографии жены Даррена, так как он тщательно охраняет свою прошлую и настоящую личную жизнь от посторонних.
Darren Stanley Hayes (Даррен Хейс) 
Австралийский певец, автор песен. Учитель младших классов по образованию. Родился в Брисбейне, Австралия 8 мая 1972 года. Телец по знаку Зодиака. Младший ребёнок в семье, имеет брата Питера (Peter) и сестру Трейси (Tracey). 4 года состоял в браке с Колби Тэйлор, с которой расстался в 1998 году. 19 июня 2006 года женился повторно — на своём бой-френде Ричарде.
Daniel Jones (Дэниел Джонс)
Композитор, клавишник, гитарист и программист дуэта «Savage Garden». Владелец звукозаписывающей компании «Meredien Muzik». Родился 22 июля 1973 в графстве Эссекс, Англия. Был младшим из трёх братьев в семье, с детства любил музыку. У его брата был барабан, на котором Дэни, несмотря на все просьбы и мольбы, никогда не позволял играть. Он тайком прокрадывался в комнату брата, когда тот уходил из дома и играл на нём. Но однажды Джонатан раскусил его, потому что он забыл положить палочки на место… В 7 летнем возрасте Дэниел брал уроки игры на фортепьяно. Он говорит, что не любил эти уроки, потому что они были очень строгие, скучные и совсем не крутые. Естественно, ведь его братья играли на гитаре и барабанах. Когда Дэниелу было 10, он начал играть в школьной группе, вместе с которой давал небольшие концерты. Потом Джонси стал играть на синтезаторе и барабанах в пабах и гостиницах. Поняв, что музыка — его будущая карьера, он стал сотрудничать с различными музыкантами. Начал играл в группе «Red Edge» со своим братом и друзьями, затем решил основать свою собственную группу и выбрал из пары десятов претендентов на роль вокалиста Даррена Хейса.
Glen Gibson (Глен Гибсон)
Австралийский музыкант. Родился 22 марта 1971 года в Брисбейне, Австралия. Бывший барабанщик «Savage Garden», покинул группу в сентябре 1997 года. В настоящее время играет на барабанах в брисбейнской группе «Lavish».
John Woodruff (Джон Вудрафф)
Один из самых богатых менеджеров Австралии, которому в далёком 1995 году в руки попала демо-кассета «Savage Garden» c пятью песнями. Прослушав её, он сразу понял, что группу ждёт большой успех. Как результат, был подписан контракт с «Roadshow/Warner Music» на запись альбома.
Karl Lewis (Карл Льюис)
Барабанщик. Родился в Борнемуте, Великобритания. Увлекается плаванием и йогой. Работал с «Savage Garden» как в первом, так и во втором их мировом турне, получив работу в группе по рекомендации одного из друзей Дэниэла Джонса: «Мне очень повезло, мой отец был барабанщиком, и поэтому было естественно, что я тоже им стал. И мне действительно повезло, что я зарабатываю себе на жизнь тем, что мне действительно нравится делать». После окончания «Affirmation World Tour» начал работу над собственным материалом, в настоящее время является участником группы «Supanatural».
Leoni Messer (Леони Мессер)
Менеджер Даррена Хейса. В прошлом — его публицист, затем — личный помощник. Замужем за Робертом Конли (Robert Conley) — музыкантом из группы «Specificus», соавтором Даррена.
Walter Afanasieff (Уолтер Афанасьев)
Музыкант, продюсер. Лауреат премии «Грэмми» в номинации «Продюсер Года». Сотрудничал с такими звёздами, как Celine Dion («Beauty and the Beast»), Mariah Carey, Michael Bolton, Kenny G, Barbra Streisand, Ricky Martin, и многими другими. Является соавтором хитов Mariah Carey «Can’t Let Go», «Butterfly», «Close My Eyes», «Forever». Сопродюсер второго альбома «Savage Garden», «Affirmation». На сцене появляется редко (одно из таких исключений — появление на церемонии ASCAP в 2001 году вместе с Дарреном Хейсом для исполнения акустической версии «Песни года» в Америке, «I Knew I Loved You»), предпочитает публичным выступлениям работу в студии.

## Дискография

### Студийные альбомы
- 1997 — Savage Garden
- 1999 — Affirmation

### Сборники
- 2005 — Truly Madly Completely: The Best of Savage Garden
- 2015 — The Singles